# Kaplanlı, Keçiborlu
Kaplanlı là một xã thuộc huyện Keçiborlu, tỉnh Isparta, Thổ Nhĩ Kỳ. Dân số thời điểm năm 2011 là 229 người.